# Лосис
Ло́сис (латыш. Losis), Лу́ше (латыш. Luše) или Луши́с (латыш. Lūšis) — река в Латвии и Литве. Течёт по территории Салдусского и Южно-Курземского краёв Латвии, а также Скуодасского и Мажейкяйского районов Литвы. Левый приток среднего течения Венты.
Длина реки составляет 44 км (по другим данным — 32 или 30 км). Площадь водосборного бассейна равняется 183 км² (по другим данным — 123 км² или 114 км²). Расход воды в устье — 1,03 м³/с. Уклон — 2,61 м/км, падение — 82 м.
Начинается в лесу на восточной границе Жидикайского староства в 4 км северо-западнее местечка Жидикай.